# 李冠威

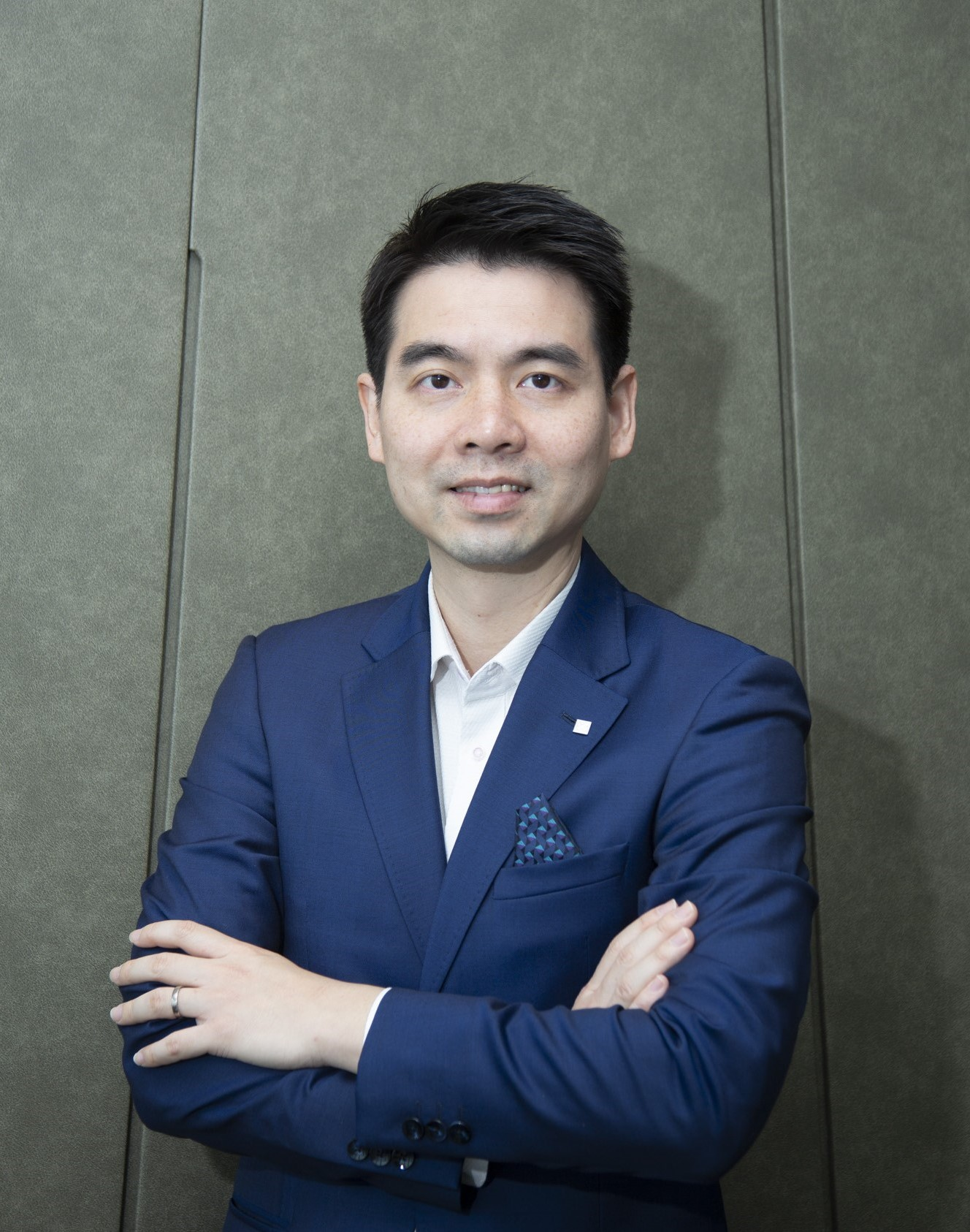
李冠威 Lee Kwun Wai, Ivan Lee

李冠威，(英語: Lee Kwun Wai，Ivan Lee)，1982年於香港出生，祖籍中國福建省泉州市永春縣。他於2017年在德國杜門斯學院取得國際認可的品水師專業資格，是香港首位獲得該資格的人，並曾擔任品水師協會的創會會長。此外，他是《多喝水並不會令你健康》的作者，該書曾被時尚雜誌Cosmopolitan選為2024年推薦的11本新書之一。他曾擔任國際品水大賽的評審，並曾在香港經濟日報擔任專欄作家，撰寫專欄《品水師教飲水》。
他主張不同種類的水具有各自的用途，選擇「合適的水」比追求「最好的水」更加重要，而且，他認為「最好的水」並不存在。他認為水的礦物質含量差異會影響其味道、口感、功能以及對健康的影響。他認為水中的礦物質可能對人體的調節、免疫、代謝和修復等功能有所幫助。他還參與推廣水文化相關活動，並在相關領域進行演講與討論。

## 背景
李冠威早年居住於九龍深水埗，婚後移居新界大埔，育有一女。他曾就讀聖公會聖紀文小學，小學畢業後就讀天主教南華中學，隨後完成英國紐卡素諾桑比亞大學的國際工商管理文學學士學位，以及香港城市大學的工商管理碩士學位。他曾在香港上海匯豐銀行、摩根大通銀行、以及中國建設銀行的人力資源部工作。2018年，他辭去中國建設銀行的主管職位，創辦品牌Aqua House，後更名為Fonsapor。